# Arctobius
Arctobius is een monotypisch geslacht van spinnen uit de  familie van de Amaurobiidae (nachtkaardespinnen).

## Soort
- Arctobius agelenoides Emerton, 1919